# Leucania intermedia
Leucania intermedia är en fjärilsart som beskrevs av Tutt 1904. Leucania intermedia ingår i släktet Leucania och familjen nattflyn. Inga underarter finns listade i Catalogue of Life.